# Max Schlicht
Max Schlicht (* 19. September 1870; † 1945) war ein deutscher Konteradmiral der Kaiserlichen Marine.

## Leben
Max Schlicht trat am 13. April 1889 in die Kaiserliche Marine ein. Am 17. Mai 1892 wurde er vom Seekadett, er war im April des gleichen Jahres auf die Oldenburg kommandiert worden, zum Unterleutnant zur See befördert und am 11. November 1895 Leutnant zur See. 1905 war er als Kapitänleutnant Führer der 2. und 4. Kompanie der I. Marine-Division.
Als Korvettenkapitän war er von Januar 1910 bis Mai 1910 letzter Kommandant der Nixe. Am 22. März 1914 wurde er zum Kapitän zur See befördert. Von der erneuten Indienststellung Anfang August bis Ende August 1914 war er Kommandant der Freya. Die Freya hatte Mitte August 1914 eine schwere Beschädigung erlitten, sodass sie bereits wieder außer Dienst gestellt werden musste. Anschließend übernahm er die ebenfalls erneut in Dienst gestellte Friedrich Carl. Bereits zwei Monate später übergab er das Kommando an den Fregattenkapitän Max Loesch. Bis September 1915 war er Kommandeur der I. Werftdivision und war zeitgleich von März 1915 bis 19. November 1915 letzter Kommandant der Kaiser Barbarossa und anschließend bis Juni 1918 Kommandant der Zähringen, welche desarmiert unter seinem Kommando als Zielschiff für Torpedoboote diente. Bis zu seiner Verabschiedung war er Chef der Zentralabteilung der Werft in Danzig. Zum 7. April 1919 wurde er aus der Marine verabschiedet.
Am 18. November 1919 erhielt er mit dem RDA vom 7. April 1919 den Charakter als Konteradmiral verliehen.